# Lars Bjälkeskog
Birger Lars-Olof Bjälkeskog, född 9 maj 1938 i Älmhult, Kronobergs län, död 10 januari 2021 i Sankt Görans distrikt i Stockholm, var en svensk film- och TV-producent.
Bjälkeskog producerade framför allt TV-serier. Han gjorde sin första produktion 1983 med Profitörerna, följt av Paganini från Saltängen (1987), Den svarta cirkeln (1990) och Fallet Paragon (1994). Han producerat även filmerna Vägen ut (1999) och Hur som helst är han jävligt död (2000). Därutöver var han projektledare och produktionskonsult för flera produktioner under 1980-, 1990- och 2000-talen.
Bjälkeskog är begravd på Skogskyrkogården i Stockholm.

## Filmografi
Producent
- 1983 – Profitörerna (TV-serie)
- 1987 – Paganini från Saltängen (TV-serie)
- 1990 – Den svarta cirkeln (TV-serie)
- 1994 – Fallet Paragon (TV-serie)
- 1999 – Vägen ut
- 2000 – Hur som helst är han jävligt död

Projektledare
- 1983 – Gråtvalsen
- 1985 – August Strindberg: Ett liv (TV-serie)
- 1991 – Den goda viljan (TV-serie)
- 1994 – Zorn
- 2005 – Sista skriket

Produktionskonsult
- 1985 – Skuggan av Henry